# Salitre de Mañones
Salitre de Mañones är en ort i Mexiko, tillhörande kommunen Almoloya de Juárez i den västra delen av delstaten Mexiko, i den centrala delen av landet. Orten hade 2 273 invånare vid folkräkningen 2010.